# Altino Bessa
Altino Bernardo Lemos Bessa (Celorico de Basto, 2 de Agosto de 1969) é um político português.

## Biografia
Altino Bessa é formado em engenharia florestal e tem aliado a profissão de empresário à de político nas VIII, X, XI, XII Legislaturas.
Foi deputado português, do CDS-PP, eleito pelo círculo eleitoral de Braga na XII Legislatura até 2015.
Atualmente, é ainda, vereador na Câmara Municipal de Braga, nos pelouros da proteção Civil e ambiente.
Integrante na candidatura de Filipe Lobo d’Ávila no congresso nacional do CDS-PP em Novembro de 2019, Altino Bessa viu o adversário interno Francisco Rodrigues dos Santos ser eleito novo líder, mas acabou por ser convidado para integrar os órgãos nacionais do partido, pedido que aceitou, demitindo-se em fevereiro de 2021.

## Ligações Externas
- Perfil na Assembleia da República
- Membros do Conselho Nacional do CDS-PP